# Bitwa pod Selazją
Bitwa pod Selazją – starcie zbrojne, które miało miejsce w roku 222 p.n.e. pomiędzy dwiema falangami: wojskami macedońskimi dowodzonymi przez Antygonosa III i Filopojmena z Megalopolis oraz wojskami spartańskimi dowodzonymi przez Kleomenesa III w trakcie wojny Kleomenesa.
Wojska macedońskie składały się z ok. 30 000 piechoty i 2 000 jeźdźców, natomiast Sparta wystawiła 20 000 piechoty i 650 jeźdźców.
Falanga macedońska o podwójnej głębokości (rząd tworzyło trzydziestu dwóch żołnierzy) i uzbrojona w dłuższe od spartańskich włóczni sarisy zepchnęła Spartan z umocnionej pozycji. W tym czasie jazda spartańska oddała pole na równinie.
Bitwa zakończyła się klęska wojsk spartańskich, w wyniku której Kleomenes musiał uciekać do Egiptu.